# Isla U Thant
La isla U Thant (oficialmente conocida como Isla Belmont) es la isla más pequeña situada en el barrio de Manhattan (Nueva York, Estados Unidos). El islote artificial mide 30 m x 61 m de tamaño y está ubicado en el East River, al sur de la isla Roosevelt. Se encuentra a medio camino entre las Naciones Unidas en la calle 42 y la Plaza de pórtico State Park en Long Island City y está considerada legalmente como parte de la ciudad de Manhattan y el Condado de Nueva York.
El islote está gestionado por el Departamento de Parques y Recreación de la Ciudad de Nueva York, y actualmente se encuentra protegido como un santuario para aves migratorias, incluyendo una pequeña colonia de cormoranes de doble cresta o cormoranes orejudos. El acceso al mismo está prohibido al público.
Los arrecifes que rodean la isla la convierten en un lugar concurrido por los barcos de quienes acuden a la pesca de la lubina rayada.